# 松平伊耀
松平 伊耀（まつだいら これてる）は、江戸時代前期の旗本。五井松平家8代。下総国飯沼陣屋（現在の千葉県銚子市）5500石の領主で、江戸幕府の大番頭を務めた。官位は従五位下・備中守。別名は忠宜（ただよし）。

## 略歴
7代・松平忠実の子として誕生。母は忠実の正室（松平家忠の娘）。
寛永9年（1632年）、従五位下備中守に叙任。寛永11年（1634年）には徳川家光の上洛に従い、参内に供奉した。
承応元年（1652年）8月、二条城番を務めていた父の忠実の病が重くなったため、暇を得て上洛。8月23日に父は没した。家光からは使者として御手洗定重が送られ、在職中の死に憐みが示されるとともに、来年の交代まで伊耀が父に代わって配下の者を指揮するよう命じられた。同年12月27日、父・忠実の跡を継承。父の遺領のうち、500石を弟の松平忠尚に分知し、5500石余を知行する。
承応2年（1653年）10月27日に大番頭となり、寛文8年（1668年）8月7日まで務めた。寛文9年（1669年）2月25日に致仕、養老料として廩米2000俵を給された。
延宝2年（1674年）11月22日に死去。享年71。父と同じく銚子の等覚寺に葬られた。
家督は子・忠益が継いだ。

## 系譜

### 妻
妻は柴田康長の娘。

### 子
『寛政譜』では以下の順で子女が示されている
- 松平忠利 - 母は柴田氏。弥三郎、従五位下・主水正。寛文5年（1665年）、37歳で父に先立つ[2]
- 松平忠益 - 母は柴田氏。家督を継ぐ[2]
- 女子 - 川勝広有室[2]
- 松平則采 - 叔父・松平忠尚の養子となる[2]
- 女子 - 江原全村室[2]